# Krister Sørgård
Krister Sørgård (Kirkenes, 20 aprile 1970) è un ex fondista norvegese.

## Biografia
In Coppa del Mondo ottenne il primo risultato di rilievo il 14 marzo 1992 a Vang (25°) e il primo podio il 16 marzo 1996 a Oslo (2°).
In carriera prese parte a un'edizione dei Campionati mondiali, Falun 1993 (10° nell'inseguimento il miglior risultato).

## Palmarès

### Coppa del Mondo
- Miglior piazzamento in classifica generale: 21º nel 1997
- 2 podi (1 individuale, 1 a squadre[1]):
  - 1 secondo posto (individuale)
  - 1 terzo posto (a squadre)